# Ordem de Sangue
A Ordem de Sangue (em alemão:  Blutorden), oficialmente conhecida como Condecoração em Memória de 9 de Novembro de 1923 (Medaille zur Erinnerung an den 9. November 1923), foi uma das condecorações mais prestigiosas do Partido Nazista (NSDAP). Em março de 1934, Hitler autorizou a Ordem do Sangue para comemorar a tentativa de golpe de 9 de novembro de 1923 do Partido Nazista.  A medalha é de prata, com o anverso trazendo a representação de uma águia segurando uma coroa de folhas de carvalho. Dentro da guirlanda está a data 9.Nov. e à direita está a inscrição München 1923–1933. O reverso mostra a entrada do Feldherrnhalle em relevo (onde o golpe terminou em derrota) e, logo acima, está a suástica em ângulo com raios de sol ao fundo. Ao longo da borda superior está a inscrição: UND IHR HABT DOCH GESIEGT ("E afinal, você venceu"). 

## História
A primeira emissão da condecoração, cunhada em prata 99% pura, foi concedida a 1.500 participantes do golpe que também eram membros do Partido Nazista ou de uma de suas formações antes de janeiro de 1932 (serviço contínuo), ou eram cadetes da Escola de Infantaria de Munique que marcharam em apoio a Ludendorff  Todas as medalhas eram numeradas (exceto as de Hitler e Göring) e a premiação era feita com muito cuidado. Ao contrário de outras medalhas, a fita era usada no peito direito da túnica do uniforme, na forma de uma roseta, e às vezes a medalha era fixada e suspensa abaixo. 

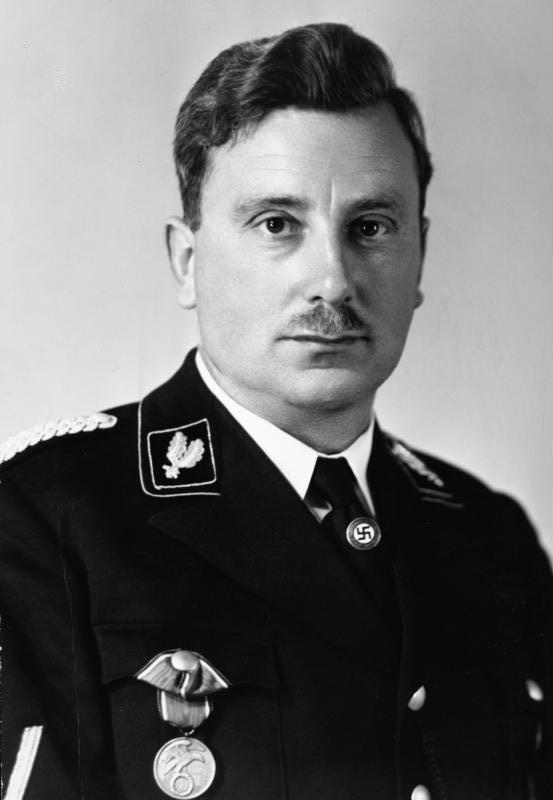
Emil Maurice com a Ordem do Sangue

Em maio de 1938, para desgosto dos participantes do golpe, o prêmio foi estendido a pessoas que (a) cumpriram pena de prisão por atividades nazistas antes de 1933, (b) receberam uma sentença de morte que foi posteriormente comutada para prisão perpétua por atividades nazistas antes de 1933, ou (c) foram gravemente feridos a serviço do Partido antes de 1933; posteriormente, foi estendido a membros do Partido Nazista Austríaco que participaram do Putsch de julho de 1934, ou que receberam pena de prisão significativa ou ferimentos por atividades nazistas. Também poderia ser concedido a certos outros indivíduos a critério de Adolf Hitler, sendo o último destinatário Reinhard Heydrich (póstumo).  Essas medalhas subsequentes foram cunhadas em 80% de prata, com números de série acima de 1500 e não traziam o nome do fabricante (J. FUESS MÜNCHEN), como as medalhas do Tipo I.
Se o portador desta medalha deixasse o partido, a medalha teria que ser devolvida. 
No total, 16 mulheres receberam o prêmio, duas do 'Altreich' (Eleonore Baur e Emma Schneider) e 14 da Áustria. Considerando o número de manifestantes originais no golpe, o número de prêmios concedidos nas extensões de 1938 (436) e os prêmios por serviços excepcionais nessas mesmas extensões, o número total de agraciados foi inferior a 6.000. 
Em novembro de 1936, Hitler deu novas "ordens" para as "Ordens e Condecorações" da Alemanha Nazista. Os principais prêmios do NSDAP estão listados nesta ordem: 1. Distintivo de Coburg; 2. Distintivo do Partido de Nuremberg de 1929; 3. SA Treffen em Brunswick 1931; 4. Crachá Dourado do Partido; 5. Ordem de Sangue; seguido pelos Emblemas Gau e o Emblema Dourado da Juventude Hitlerista.  

## Destinatários selecionados
- Wilhelm Adam
- Max Amann
- Eleonore Baur
- Heinrich Bennecke
- Joseph Berchtold
- Johannes Block
- Franz Bock
- Martin Bormann
- Kuno-Hans von Both
- Philipp Bouhler
- Wilhelm Bruckner
- Walter Buch
- Karl-Heinz Bürger
- Kurt Daluege
- Eduard Dietl
- Sepp Dietrich
- Franz Xaver Dorsch
- Anton Drexler
- Dietrich Eckart
- Hermann Esser
- Karl Fiehler
- Josef Fitzthum
- Hans Frank
- Wilhelm Frick
- Johann Baptist Fuchs
- Albert Ganzenmüller
- Ernst Girzick
- Hermann Göring
- Ulrich Graf
- Jakob Grimminger
- Ernst Hanfstaengl
- Franz Hayler
- Edmund Heines
- Wilhelm Helfer
- Otto Herzog
- Rudolf Hess
- Walter Hewel
- Reinhard Heydrich (póstuma, Junho de 1942)
- Friedrich Hildebrandt
- Heinrich Himmler (retirada, Abril de 1945)
- Hans Hinkel
- Adolf Hitler
- Hermann Höfle
- Hans Georg Hofmann
- Adolf Hühnlein
- Ernst Kaltenbrunner
- Emil Ketterer
- Günther Korten
- Fritz Ritter von Krausser
- Werner Kreipe
- Theodor Kretschmer
- Wilhelm Friedrich Loeper
- Erich Ludendorff
- Emil Maurice
- Josef Albert Meisinger
- Heinz Pernet
- Karl-Jesko von Puttkamer
- Helmuth Raithel
- Friedrich Josef Rauch
- Ernst Röhm
- Alfred Rosenberg
- Julius Schaub
- Julian Scherner
- Wilhelm Schmid
- Julius Schreck
- Walter Schultze
- Franz Xaver Schwarz
- Franz Schwede
- Julius Streicher
- Adolf Wagner
- Robert Heinrich Wagner
- Karl Wahl
- Friedrich Weber
- Wilhelm Weiss